# Општина Жебел
Општина Жебел (рум. Jebel) је сеоска општина и насеље у округу Тимиш у западној Румунији. Општина се налази на магистралном путу Београд - Темишвар.

## Природни услови
Општина Жебел се налази у источном, румунском Банату. Општина је равничарског карактера.

## Становништво и насеља
Општина Жебел имала је према последњем попису из 2002. године 3.727 становника, од чега Румуни чине око 90%.
Општина се састоји из једног насеља:
- Жебел — седиште општине

## Историја
У револуцији из децембра 1989. младић из града, по имену Радијан Белић, у доби од 25 година. Убијен је у области "тржиште 700" у Темишвару. Његово тело, заједно са другим жртвама, тајно је одведено у Букурешт и спаљено у крематоријуму "Пепељуга". Њихов пепео је бачен у канализацију града.